# F小調
f小調(英語：F minor)是從F音開始的音樂的小調，組成的音有F、G、降A、降B、C、降D、降E及F（如在和聲小調中，則降E改以E（♮E）取代。而在旋律小調中，上行時降D和降E會還原成♮D和♮E，下行時則以降D和降E取代）。F小調是一個有四個降號的調。
它的關係調是降A大調，並行大調是F大調。

## 升e小調
升E小調是基於E♯的小調，由E♯、F、G♯、A♯、B♯、C♯、D♯組成。其調號除了六個升號外具一個重升號，屬於理論調。

### 簡介

#### 音階
升E小調的自然小調為：
您的浏览器不支持播放音频。您可以下载音频文件。
其和聲小調為：
您的浏览器不支持播放音频。您可以下载音频文件。
其旋律小調為：
您的浏览器不支持播放音频。您可以下载音频文件。

#### 應用
升E小調常被寫作其異名同音小調F小調。但在一些樂曲的臨時轉調部分則會應用到此調，如約翰·塞巴斯蒂安·巴赫在《平均律鍵盤曲集》第一卷第三首的《升C大調前奏曲與賦格，BWV 848》的前奏曲部分曾轉到升C大調的中音小調，亦即此調。
1. ↑  →<異名同音調 : 降A大調>
2. ↑  →<異名同音調 : F大調>
3. ↑  →<異名同音調 : C小調>
4. ↑  Chafe, Eric. . USA: OUP. 2014: 189. ISBN 9780199773343.